# Analisi di Einstein dell'interazione radiazione-materia
Albert Einstein si occupò del problema dell'interazione tra radiazione e materia nel 1917 pubblicando nel Volume 18 di Physika Zeitschrift l'articolo On the Quantum Theory of Radiation.
Nell'articolo affronta l'argomento analizzando la radiazione di corpo nero per mezzo della nuova teoria quantistica.

Nel 1900 Max Planck, introducendo la quantizzazione dell'energia di un'onda elettromagnetica, aveva ricavato con metodi statistici l'espressione per la distribuzione spettrale della densità di energia della radiazione di corpo nero:
Questa espressione verificava la legge di Wien e risolveva il problema della "catastrofe dell'ultravioletto".
Einstein ricava che, in presenza di radiazione elettromagnetica, la probabilità di transizione per unità di tempo tra due livelli energetici ({\displaystyle E_{a}}, {\displaystyle E_{b}}) di un elettrone atomico è proporzionale alla densità di energia della radiazione alla frequenza corrispondente alla distanza tra i due livelli secondo la legge di Planck:
dove {\displaystyle B_{ab}} è detto coefficiente di Einstein.
Tale probabilità risulta essere la stessa sia per l'assorbimento che per l'emissione, di conseguenza si ottiene che un corpo nero raggiunge l'equilibrio quando i due livelli energetici sono ugualmente popolati. Questo risultato è in contrasto con la distribuzione di Boltzmann, sperimentalmente verificata, che prevede un andamento all'equilibrio della popolazione dei livelli energetici proporzionale al fattore {\displaystyle e^{-E/kT}}.
Per risolvere il problema Einstein introduce per la probabilità di emissione un secondo coefficiente che non dipende dalla densità di radiazione:
questo coefficiente rappresenta l'emissione spontanea ({\displaystyle E_{a}>E_{b}}). Tenendo conto di questo nuovo fattore Einstein riesce a ricavare l'espressione di Planck per la distribuzione spettrale della densità di energia.